# Fukomys anselli
Fukomys anselli es una especie de roedor de la familia Bathyergidae.

## Distribución geográfica
Se encuentra en Zambia. 

## Hábitat
Su hábitat natural son sabanas y cuevas húmedas.